# Порсена
Ларс Порсена (або Порсенна; етруськ. Pursenas, лат. Lars Porsenna) — політичний та військовий діяч, етруський король, правитель міста Клузій, відомий війною проти Риму.

## Походження та раннє життя Ларса Порсени
Ларс Порсена був одним з найвідоміших правителів етруського міста Клузій (сучасне місто Кьюзі в Італії). Про його раннє життя та походження відомо мало, адже багато історичних відомостей про нього базуються на римських легендах та переказах, які можуть бути спотворені.

### Походження
Ларс Порсена належав до етрусків, народу, який заселяв північну частину Італії перед піднесенням Римської республіки. Етруски мали високо розвинену культуру і були відомі своїми інженерними та архітектурними досягненнями.

### Сім'я
Ларс Порсена народився у знатній етруській родині. Етруське суспільство було добре організоване, з чітко визначеними соціальними класами. Правлячі родини мали значний вплив, і влада часто передавалася у спадок. Ім’я Ларс, яке носив Порсена, було титулом, що позначав високий статус у суспільстві, що свідчить про його знатне походження. Його ім’я “Ларс” є етруським титулом, який означає “вождь” або “цар”.
Про батьків Ларса Порсени не збереглося конкретних історичних записів, але можна припустити, що вони належали до верхівки етруського суспільства.
Щодо власної сім’ї Ларса Порсени, зокрема дружини та дітей, історичні джерела не надають конкретної інформації. Це може бути через те, що римські історики, такі як Лівій і Плутарх, зосереджувалися більше на його військових та політичних діях. Враховуючи звичаї того часу, можна припустити, що Порсена мав дружину і дітей, які могли продовжувати його спадщину.

## Правління
Ларс Порсена став правителем Клузія, одного з наймогутніших міст етруського союзу, приблизно на початку VI століття до Р.Х. В подальшому ввів війни проти Риму.

### Реформи
Порсена значно зміцнив військову силу Клузія. Він організував і модернізував армію, що дозволило йому здійснювати успішні військові походи та захищати місто від зовнішніх загроз. За його правління Клузій став одним із найбільш впливових міст-держав у Етрурії. Порсена також здійснив низку економічних реформ, спрямованих на розвиток торгівлі та ремесел у Клузії. Як і інші етруські правителі, Ларс Порсена приділяв велику увагу культурному розвитку свого міста. Він підтримував мистецтво, архітектуру та релігію, що сприяло культурному розквіту Клузія.

## Війна проти Риму
Ларс Порсена вступив у конфлікт із Римом після революції 509 року до н.е., коли була скинута монархія, що призвело до вигнання останнього царя Риму, Луція Тарквінія Гордого. Повалений монарх, чия сім'я була етруського походження, кілька разів безуспішно спробував повернути собі трон, після чого звернувся по допомогу до Порсени. Ларс Порсена погодився допомогти. Тоді Клузій був дуже могутнім містом.
З цього моменту думки істориків розходяться. Порсена рушив до Риму, який взяв в облогу, проте був змушений відступити від міста, вражений мужністю його захисників та укласти мир. Це основний варіант традиції про війну з Порсеною, який ми знаходимо у Тіта Лівія, Діонісія Галікарнаського і Плутарха. (За версією Тацита, Порсена захопив Рим; у Плінія Старшого є згадка про те, що Порсена примусив римлян укласти угоду, згідно якій вони могли використовувати залізо лише для сільськогосподарських знарядь).
Існує кілька легенд про війну, безпосередньо пов'язаних з Порсеною. Так, згідно з однією з історій, під час облоги римський юнак на ім'я Гай Муцій Сцевола з дозволу сенату проник у табір етрусків із наміром вбити Порсену. Однак коли Муцій проник до царя, він не зміг відрізнити Порсену від його радника, подібним чином одягненого, внаслідок чого заколов не того. При спробі втекти він був негайно схоплений етрусками і постав перед царем. Муцій прямо розповів про те, хто він такий і що мав намір зробити. Він повідомив Порсену, що є лише першим із трьохсот римських юнаків, у будь-який момент готових висунутись, щоб завершити розпочате. Щоб довести свою доблесть і відданість Риму, Муцій  безстрашно простягнув свою праву руку над вівтарем і, не виказуючи жодного болю, тримав її над вогнем. Здивований і вражений мужністю юнака, Порсена відпустив Муція та випровадив його з табору. Згідно з Лівієм, відразу після цього Порсена підписав мирний договір. 
Інша історія про війну оповідає про заручників, відданих Порсені згідно з договором. Одна із заручниць, молода жінка на ім'я Клелія, втекла з табору етрусків, забираючи групу римських дівчат. Порсена зажадав їх повернути, і римляни погодились. Після її повернення Порсена був так вражений її хоробрістю, що запропонував їй вибрати половину з бранців, що залишилися, пообіцявши їх звільнити. Вона обрала наймолодших римських юнаків. Згодом римляни надали Клелії надзвичайну честь, встановивши її статую на вершині священної дороги. Статуя зображує її верхи на коні.
Лівій також зазначає, що в його часи прилюдні торги в Римі за традицією пов'язувалися з «продажем товарів царя Порсени», що певною мірою стосується і до війни з Клузієм. Він вважає, що залишаючи Рим, Порсена залишив у подарунок римлянам свої запаси провізії.
У 507 році до н.е. Порсена знову відправив послів до римського сенату з проханням повернути Тарквінія на трон. Легати були відправлені назад до Порсени, щоб повідомити йому, що римляни ніколи не приймуть Тарквінія повторно, і що Порсена повинен з поваги до римлян припинити вимагати повторного допуску Тарквінія. Порсена погодився, сказавши Тарквінієві продовжити своє вигнання деінде, крім Клузія.
В подальшому Порсена намагався розширити свій вплив в Лаціумі, проте у 504 до н.е. його молодший син — Арунс Порсена зазнав поразки від коаліції латинських міст та армії Аристодема Кумського. Це призвело до послаблення позицій Порсени. Втім невідомо чи за правління Порсени, або незабаром після його смерті відбувся занепад Клузія та підйом міст-держав Вейї та Риму.
За наказом царя Порсени у м.Клузій було зведену розкішну царську усипальню, яка отримала назву лабіринту Порсени.

## Легенди
З Порсеною пов'язані численні міфи та легенди з римської історії. Найвідомішими є події, героями яких були Гай Муцій Сцевола та Клелія.